# Edu Manga
Eduardo Antônio dos Santos, conhecido como Edu ou Edu Manga (Osasco, 2 de fevereiro de 1967), é um ex-futebolista brasileiro que atuava como meia.
Ganhou o apelido do ex-atleta Denys, pois, segundo o companheiro, seu cabelo parecia uma manga chupada.

## Carreira
Revelado na base do Palmeiras, foi lançado ao plantel principal em outubro de 1985. Pelo clube, foram 188 jogos e 44 gols entre 1985 e 1989.
Entre 1987 e 1989, atuou em 9 jogos oficiais e 1 não-oficial, pela Seleção Brasileira.
Edu chegou ao América do México em 1989, e se tornou um dos principais nomes da conquista da Copa dos Campeões da CONCACAF de 1990 e ainda ajudaria a equipe a conquistar a Copa Interamericana daquele ano. Permaneceria por mais dois anos na equipe.
Chegou ao Corinthians, em 1992, vindo por empréstimo do América do México. Estreou em 19 de agosto, na vitória sobre a Inter de Limeira por 1 a 0, em partida válida pelo Campeonato Paulista de 1992. Ficou no clube somente até o fim do ano, quando acabou seu contrato de empréstimo, atuando em 17 jogos.
Em 1993, foi levado ao Shimizu S-Pulse do Japão, indicado por Emerson Leão.
Na temporada 1996/1997, liderou o Real Valladolid, da Espanha, que conseguiu se classificar à Copa da UEFA. Nesta temporada, foi considerado o quarto melhor estrangeiro da Espanha.
Na temporada seguinte, pediu aumento salarial, o qual não foi atendido, o caso foi para o Justiça e o jogador ficou parado por oito meses.
No segundo semestre de 1998, foi contratado pela Universidad Católica, do Chile.
Em 2000, chegou a atuar pelo Rio Branco-SP.
Em 2001 retornou ao Brasil e em 12 de agosto, estreou pelo Sport Recife. Na estreia, contra o Grêmio, foi eleito o melhor da partida. Deixaria o clube ao final do ano.

## Títulos
Palmeiras
- Taça dos Invictos: 1989

Club América
- Copa Interamericana: 1990
- Liga dos Campeões da CONCACAF: 1990

Náutico
- Campeonato Pernambucano: 2002